# Municipio de Washington (condado de Montgomery, Ohio)
El municipio de Washington (en inglés: Washington Township) es un municipio ubicado en el condado de Montgomery, en el estado estadounidense de Ohio. En el año 2010 tenía una población de 56607 habitantes y una densidad poblacional de 699,08 personas por km².

## Geografía
El municipio de Washington se encuentra ubicado en las coordenadas 39°37′34″N 84°9′41″O / 39.62611, -84.16139. Según la Oficina del Censo de los Estados Unidos, el municipio tiene una superficie total de 80,97 km², de la cual 80,75 km² corresponden a tierra firme y (0,28%) 0,23 km² es agua.

## Demografía
Según el censo de 2010, había 56607 personas residiendo en el municipio de Washington. La densidad de población era de 699,08 hab./km². De los 56607 habitantes, el municipio de Washington estaba compuesto por el 88,86% blancos, el 3,85% eran afroamericanos, el 0,16% eran amerindios, el 4,61% eran asiáticos, el 0,04% eran isleños del Pacífico, el 0,48% eran de otras razas y el 2% pertenecían a dos o más razas. Del total de la población el 2,05% eran hispanos o latinos de cualquier raza.